# Heizmannia complex
Heizmannia complex är en tvåvingeart som först beskrevs av Theobald 1910.  Heizmannia complex ingår i släktet Heizmannia och familjen stickmyggor. Inga underarter finns listade i Catalogue of Life.